# Federweisser

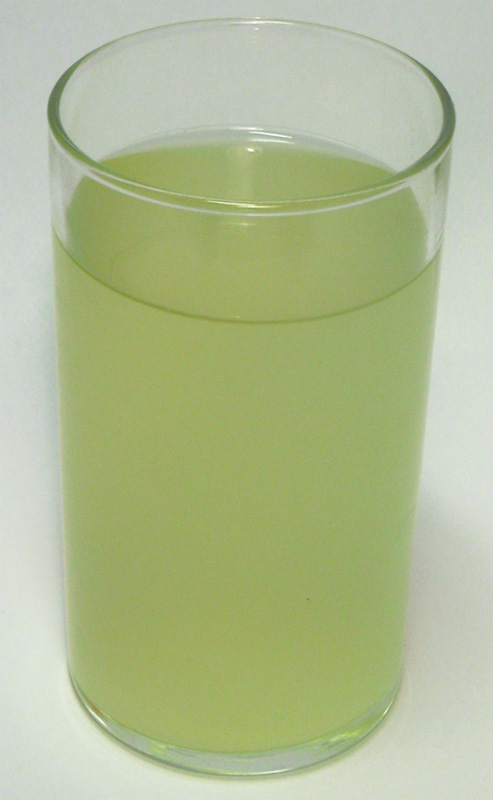
Federweißer.

Federweißer är en alkoholhaltig jäst druvdryck gjord på druvor. Den skapas genom att låta färskpressad druvjuice, så kallad must, få jäsa. Den dricks därför traditionellt vid tiden kring vindruvsskörden i början av september till mitten av oktober. Drycken fortsätter att jäsa så fort den har tappats och förvaras och transporteras därför i öppna kärl. Den börjar typiskt säljas med 4 volymprocent alkohol och den slutar jäsa vid 10 volymprocent.
Färgen Federweiss betyder ungefär fjädervit på tyska och syftar på den lösta jästen som gör drycken vitgrumlig. Andra vanliga namn är Sauser, Neuer Süßer och Junger Wein i sydvästra Tyskland, Schweiz respektive Sydtyrolen och Sturm i Österrike. Ordet Sturm syftar kanske på grumligheten som jämförs med ovädersmoln men i folkmun även att drycken kan ge en orolig mage.  I Slovakien och Tjeckien benämns drycken burčiak respektive burčák, i Frankrike vin bourru eller vernache, must i Rumänien och machari i Georgien. I Schweiz används benämningen Federweisser för ett vitt vin som är gjort på röda druvor.
Drycken är svagt kolsyrad vilket ger en spritsig smak inte helt olikt ett sött mousserande vin. Om den är gjord på vita druvor och får jäsa lite längre kan den få en mörkare, nästan bärnstensfärgad, färg. Det är inte särskilt vanligt att göra drycken med röda druvor men det förekommer. Den kallas då Federroter.
Före modern teknik för livsmedelstransporter med kylteknik och utbyggda vägnät var drycken svår att transportera. Den gick därför bara att skaffa i vinodlingsregionernas omedelbara närhet. Eftersom den dessutom bara var tillgänglig i skördetid var den knappast känd utanför dessa regioner.